# Zamek po drugiej stronie lustra
Zamek po drugiej stronie lustra (jap. かがみの孤城 Kagami no kojō) – powieść autorstwa Mizuki Tsujimury, opublikowana nakładem wydawnictwa Poplar Publishing w maju 2017. Na jej podstawie powstała manga zilustrowana przez Tomo Taketomi, publikowana w magazynie „Ultra Jump” wydawnictwa Shūeisha od czerwca 2019 do lutego 2022.
Na bazie powieści studio A-1 Pictures wyprodukowało również film anime, którego premiera miała miejsce w grudniu 2022.

## Fabuła
Kokoro Anzai jest uczennicą gimnazjum, która unika chodzenia do szkoły z powodu znęcania. Pewnego dnia odkrywa magiczne przejście w lustrze swojego pokoju. Gdy je bada, zostaje wciągnięta do środka i trafia na wyspę, gdzie wznosi się tajemniczy zamek otoczony wodą. Na miejscu wita ją dziewczyna nosząca maskę wilka. Samozwańcza królowa wilków przedstawia jej sześcioro innych gimnazjalistów w podobnej sytuacji. Nazywając ich Czerwonymi Kapturkami, powierza im zadanie odnalezienia ukrytego w zamku klucza, który otwiera drzwi do pokoju spełniającego życzenia. Mają na to czas do 30 marca następnego roku. Jeśli ktoś wypowie właściwe życzenie, zostanie ono spełnione, a wszyscy stracą wspomnienia o zamku. Ostrzega ich również, by opuścili zamek przed godziną 17:00, gdyż ktokolwiek zostanie tam po zmroku, zostanie pożarty przez wilka.

## Bohaterowie
- Kokoro Anzai (jap. 安西 こころ Anzai Kokoro)

Seiyū: Ami Touma 
- Akiko Inoue (jap. 井上 晶子 Inoue Akiko)

Seiyū: Sakura Kiryu 
- Rion Mizumori (jap. 水守 理音 Mizumori Rion)

Seiyū: Takumi Kitamura 
- Subaru Nagahisa (jap. 長久 昴 Nagahisa Subaru)

Seiyū: Rihito Itagaki 
- Fūka Hasegawa (jap. 長谷川 風歌 Hasegawa Fūka)

Seiyū: Naho Yokomizo 
- Aasu Masamune (jap. 政宗 青澄 Masamune Aasu)

Seiyū: Minami Takayama 
- Haruka Ureshino (jap. 嬉野 遥 Ureshino Haruka)

Seiyū: Yūki Kaji 
- Królowa wilków (jap. オオカミさま Ōkami-sama)

Seiyū: Mana Ashida 
- Akiko Kitajima (jap. 喜多嶋 晶子 Kitajima Akiko)

Seiyū: Aoi Miyazaki 
- Matka Kokoro (jap. こころの母 Kokoro no haha)

Seiyū: Kumiko Aso 

## Powieść
Powieść została wydana 11 maja 2017 nakładem wydawnictwa Poplar Publishing. W marcu 2021 ukazała się reedycja w dwóch tomach. 8 stycznia 2025 wydanie książki w Polsce zapowiedziało wydawnictwo We need YA, natomiast premiera odbyła się na 12 marca tego samego roku.

## Manga
Na podstawie powieści powstała manga zilustrowana przez Tomo Taketomi. Seria ukazywała się w magazynie „Ultra Jump” od 19 czerwca 2019 do 19 lutego 2022. Wydawnictwo Shūeisha zebrało jej rozdziały w 5 tankōbonach, wydawanych od 19 grudnia 2019 do 18 maja 2022.
W Polsce prawa do dystrybucji mangi nabyło wydawnictwo Studio JG.
| Nr | Język japoński   | Język japoński         | Język polski | Język polski           |
| Nr | Data wydania     | ISBN                   | Data wydania | ISBN                   |
| -- | ---------------- | ---------------------- | ------------ | ---------------------- |
| 1  | 19 grudnia 2019  | ISBN 978-4-08-891450-3 | 9 maja 2025  | ISBN 978-83-8257-719-8 |
| 2  | 17 lipca 2020    | ISBN 978-4-08-891612-5 | —            |                        |
| 3  | 19 lutego 2021   | ISBN 978-4-08-891782-5 | —            |                        |
| 4  | 17 września 2021 | ISBN 978-4-08-892101-3 | —            |                        |
| 5  | 18 maja 2022     | ISBN 978-4-08-892305-5 | —            |                        |

## Film anime
Adaptacja w formie pełnometrażowego filmu anime została ogłoszona 24 lutego 2022. Za produkcję odpowiadało studio A-1 Pictures, reżyserią zajął się Keiichi Hara, a scenariusz napisała Miho Maruo. Projekty postaci przygotował główny reżyser animacji Keigo Sasaki, za koncepcję wizualną i projekt zamku odpowiadał Ilya Kuvshinov, a muzykę skomponowała Harumi Fuuki. Piosenkę przewodnią filmu, zatytułowaną „Merry-Go-Round” (jap. メリーゴーランド), wykonał Yuuri. Premiera filmu w Japonii odbyła się 23 grudnia 2022.
W Polsce pokazy filmu miały miejsce podczas 16. edycji Międzynarodowego Festiwalu Filmów Animowanych Animator.